# سالفاتييرا دي إسكا
بلدية سالفاتييرا دي إسكا (بالإسبانية: Salvatierra de Esca) هي بلدية تقع في مقاطعة سرقسطة التابعة لمنطقة أراغون شمال شرق إسبانيا.

## الديموغرافيا
بلغ عدد سكان بلدية سالفاتييرا دي إسكا 226 نسمة عام 2011 (وفقاً للمعهد الوطني الإسباني للإحصاء).
| 291 | 289 | 273 | 260 | 249 | 244 | 226 |